# Pae Gil-Su
Pae Gil-Su (koreanska: 배길수), född den 4 mars 1972, är en nordkoreansk gymnast.
Han tog OS-guld i bygelhäst i samband med de olympiska gymnastiktävlingarna 1992 i Barcelona.